# Tchabal Mbabo
Tchabal Mbabo är en bergskedja i Kamerun.   Den ligger i regionen Adamaouaregionen, i den centrala delen av landet, 400 km norr om huvudstaden Yaoundé.